# Harestegen
Harestegen er en dansk stumfilm fra 1921 med instruktion og manuskript af Lau Lauritzen Sr.. 	I 1965 blev filmen eftersynkroniseret og genudsendt som forfilm til Soyas Sytten. Arthur Jensen lagde stemme til Frederik Buch, Gerda Madsen til Olga Svendsen og Marie-Louise Coninck til Gerda Madsen.

## Handling
Denne artikel mangler et handlingsreferat. Hjælp os med at skrive det.

## Medvirkende
- Frederik Buch - Hr. Nokkesen
- Olga Svendsen - Fru Nokkesen
- Carl Hintz - Hr. Spidsmeyer
- Mathilde Felumb Friis - Fru Spidsmeyer
- Gerda Madsen - Husassistenten
- Alfred Kjøge